# Hippocampus whitei
Новохоландски морски коњић (Hippocampus whitei) је зракоперка из реда Syngnathiformes и породице морских коњића и морских шила (Syngnathidae).

## Распрострањење
Врста има станиште у Аустралији и Соломоновим острвима.

## Угроженост
Подаци о распрострањености ове врсте су недовољни.